# Посольство России в Литве

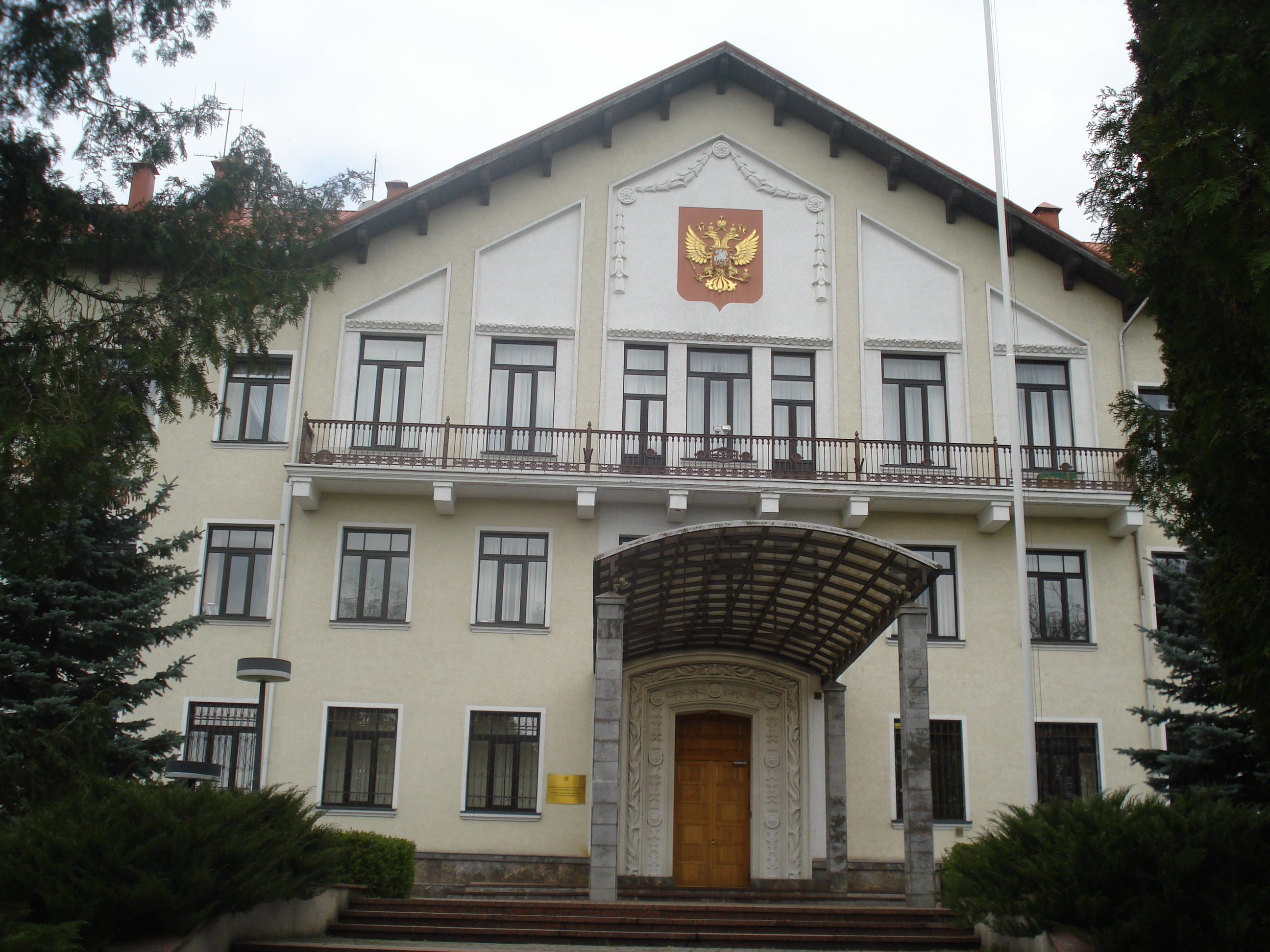

Посольство России в Литве — официальное дипломатическое представительство Российской Федерации в Литовской Республике, расположенное в столице государства — Вильнюсе. Находится в районе Жверинас на улице Героев Украины (лит. Ukrainos didvyrių), дом 2 (до 2022 года – Латвю, 53). 
В настоящее время посол в ранге Чрезвычайного и полномочного посла Исаков Алексей Викторович (с 16 октября 2020 года).
4 апреля 2022 года Литва приняла решение о понижении дипломатических отношений, «реагируя на непрекращающиеся агрессивные действия России на Украине». Посол России Исаков должен будет покинуть Литву, посол Литвы в России Баярунас отозван из Москвы.

## Структура посольства
В состав посольства входят:
- Отдел социального обеспечения
- Консульский отдел

## Здание
Посольство располагается в здании бывшего сельскохозяйственного техникума, построенном в 1954 году.